# North Cornwall
North Cornwall (kornisch: Kernow Kledh) war ein District der Grafschaft Cornwall in England. Verwaltungssitz war die Stadt Wadebridge. 
Der Bezirk wurde am 1. April 1974 gebildet und entstand aus der Fusion der Boroughs Bodmin und Launceston, des Urban District Bude-Stratton sowie der Rural Districts Camelford, Launceston, Stratton und Wadebridge and Padstow. Am 1. April 2009 wurden neben North Cornwall auch alle weiteren Districts in Cornwall abgeschafft und in einer einzigen Unitary Authority vereinigt.

## Parishes
Zum Zeitpunkt der Auflösung des Distrikts umfasste sein Gebiet 65 Gemeinden (Parish)
| - Advent - Altarnun - Blisland - Bodmin - Boyton - Bude and Stratton - Camelford - Cardinham - Davidstow - Egloshayle - Egloskerry - Forrabury and Minster - Helland | - Jacobstow - Kilkhampton - Laneast - Lanhydrock - Lanivet - Launcells - Launceston - Lawhitton Rural - Lesnewth - Lewannick - Lezant - Marhamchurch - Michaelstow | - Morwenstow - North Hill - North Petherwin - North Tamerton - Otterham - Padstow - Poundstock - South Petherwin - St Breock - St Breward - St Clether - St Endellion - St Ervan | - St Eval - St Gennys - St Issey - St Juliot - St Kew - St Mabyn - St Merryn - St Minver Highlands - St Minver Lowlands - St Stephens by Launceston Rural - St Teath - St Thomas the Apostle Rural - St Tudy | - Stoke Climsland - Tintagel - Tremaine - Treneglos - Tresmeer - Trevalga - Trewen - Wadebridge - Warbstow - Week St Mary - Werrington - Whitstone - Withiel |

Bedeutende Orte des ehemaligen Districts waren, neben dem Verwaltungssitz Wadebridge, Bodmin, Camelford, Launceston, Padstow und Tintagel.